# ディズニーシー・アクアスフィア
ディズニーシー・アクアスフィア (DisneySea Aquasphere)（以下、アクアスフィア）は、東京ディズニーシー (TDS) のメインエントランスにある同テーマパークのシンボルである。水 (aqua) +球体/天界 (sphere) を組み合わせた造語であり、水の惑星である地球を象徴している。
アクアスフィアを含むメイン・エントランスを「ディズニーシー・プラザ」と呼ぶ。

## 外観
噴水の中央部に直径8メートルの地球儀が北極を上に、南極を下にして直立に建てられている。この地球儀のモニュメントをアクアスフィアと呼ぶ。
アクアスフィアは約3分30秒に1回転の周期で回転し、地球の自転を表現している。下から勢いよく水が噴き上がり、まるで地球が力強い水の力により浮き上がっているような見た目をしている。また、水が地球を包むように上からも流れており、海の様子を表現している。
このアクアスフィアの周りを囲うように、一定周期で様々な水しぶきが上がる。

## モニュメント
アクアスフィアのメディテレーニアンハーバー寄りには周年イベントに合わせて様々なモニュメントが飾られている。
2006年7月14日から、『東京ディズニーシー5thアニバーサリー』の開始と同時に、ミッキーマウスやミニーマウスなどのモニュメントが設置された。このモニュメントは5周年イベント終了後も、5周年を示すいくつかのパーツを撤去した上で引き続き設置され、その後『東京ディズニーリゾート25thアニバーサリー』に伴い、夜間になると25の文字が浮かび上がるようなギミックが追加されたが、アニバーサリー期間終了とともにそのモニュメントはすべて撤去され、元へと戻った。
2011年9月4日から、開園10周年記念イベント『Be Magical!』の開始と同時に、各テーマポートに設置されるモニュメント「マジカルハット」のうち1つが設置され、各テーマポートのディズニーキャラクターが装飾された。イベント終了後はミッキー以外のディズニーキャラクターと10周年を示すパーツが撤去された一方、新たに魔法使いの弟子の箒達が装飾され、魔法使いの弟子をイメージさせるモニュメントとなった。
2013年4月15日から、『東京ディズニーリゾート30周年“ザ・ハピネス・イヤー”』の開始と同時に、頂点のミッキーと箒達が撤去された一方、マジカルハットの更に前に30周年ロゴ等をあしらった新たな装飾が行われていたが、アニバーサリー期間終了とともにそのモニュメントはすべて撤去され、元へと戻った。
2016年4月15日から、開園15周年イベント『東京ディズニーシー15周年“ザ・イヤー・オブ・ウィッシュ”』の開始と同時に、『ウィング・オブ・ウィッシュ号』という船のフォトロケーションが設置された。公式ページによると『ウィッシュ・クリスタル』を原動力とする船『ウィング・オブ・ウィッシュ号』に乗って"Wish"を輝かせる旅へ出航するミッキーマウスとディズニーの仲間たちをモチーフにしたフォトロケーション、とのこと。アニバーサリー期間終了とともにそのモニュメントはすべて撤去され、元へと戻った。
2021年9月4日から、開園20周年イベント『東京ディズニーシー20周年：タイム・トゥ・シャイン！』に合わせてアクアスフィアの周辺には20周年のコスチュームを着たミッキーマウスたちのイラストのイラストが中央に描かれた金色のミッキーシェイプの枠が配置された。写真を撮影する距離や角度を工夫することで、アクアスフィアの水飛沫と一緒に写したり、枠の中心にアクアスフィアがぴったりはまるといったフォトジェニックが考慮されたデザインとなっている。

## 音楽
アクアスフィアを含む「ディズニーシー・プラザ」に流れる音楽は、三面立体音響によるシンフォニーとなっており、冨田勲の作曲。朝〜昼と夜とで異なる音楽が流されている。この音楽を収録したCDがエイベックスより『東京ディズニーシー アクアスフィア・テーマミュージック』というタイトルで発売されている。
また、5周年記念のアルバムの『東京ディズニーシー 5th アニバーサリー・ミュージック・アルバム』にも収録されている。

## 経緯
東京ディズニーシーの計画段階で、ディズニー側はシンボルを灯台にしようと考えていた。だが、「日本人にとって灯台は哀愁漂う暗いイメージがついている」というオリエンタルランド側の希望により、このアクアスフィアになったという。また、アクアスフィアの直径は8メートルだが、東京ディズニーランドの生みの親である高橋政知は最初、直径50メートルを希望していた。しかしさすがに大きすぎるということで現在の8メートルに落ち着いた。もし「直径50メートル」となっていた場合、現在のアクアスフィア周辺の、地面が青く塗装された場所全てを占領してしまっていたことになる。
なお、ディズニーが希望していた灯台はアメリカンウォーターフロントにあるケープコッドの一角に設置されている。